# 63 Avsonija
63 Avsonija (mednarodno ime 63 Ausonia) je velik asteroid tipa S v glavnem asteroidnem pasu. 

## Odkritje
Asteroid je odkril Annibale de Gasparis (1819 – 1892) 10. februarja 1861. . Avsonija je drugo ime za Italijo.

## Lastnosti
Asteroid Avsonija obkroži Sonce v 3,71 letih. Njegova tirnica ima izsrednost 0,126, nagnjena pa je za 5,786° proti ekliptiki. Njegov premer je 103,1 km, okrog svoje osi pa se zavrti v 9,298 h .

## Naravni sateliti
Z analizo svetlobnih krivulj so ugotovili, da je velika verjetnost, da ima majhen naravni satelit.